# Skyrunner World Series 2012
Navigation
2011 2013
Le Skyrunning World Series 2012 est la onzième édition du Skyrunner World Series, compétition internationale de Skyrunning fondée en 2002 par la Fédération internationale de skyrunning. 

## Règlement
Pour 2012, trois séries spécifiques (SkyRace, Ultra et Vertical) font leur apparition au calendrier avec chacune un classement dédié. Le classement général se fait en prenant les trois meilleurs résultats des courses principales plus deux meilleurs résultats parmi les courses des séries SkyRace, Ultra ou Vertical.

## Programme

### Courses principales
| Nom de la course          | Distance | Dénivelé   | Pays       | Date            | Vainqueur        | Vainqueure        |
| ------------------------- | -------- | ---------- | ---------- | --------------- | ---------------- | ----------------- |
| Zegama-Aizkorri           | 42 km    | 2 736 m D+ | Espagne    | 20 mai 2012     | Kilian Jornet    | Oihana Kortazar   |
| Giir di Mont SkyMarathon  | 32 km    | 2 400 m D+ | Italie     | 29 juillet 2012 | Tòfol Castanyer  | Kasie Enman       |
| Sierre-Zinal              | 31 km    | 2 200 m D+ | Suisse     | 12 août 2012    | Marco De Gasperi | Aline Camboulives |
| Pikes Peak Marathon       | 42 km    |            | États-Unis | 19 août 2012    | Kilian Jornet    | Emelie Forsberg   |
| Mount Kinabalu Climbathon | 33 km    | 2 000 m D+ | Malaisie   | 14 octobre 2012 | Kilian Jornet    | Emelie Forsberg   |

### SkyRace
| Nom de la course            | Distance | Dénivelé   | Pays        | Date(s)         | Vainqueur             | Vainqueure      |
| --------------------------- | -------- | ---------- | ----------- | --------------- | --------------------- | --------------- |
| Elbrus SkyRace              | 7,36 km  | 1 862 m D+ | Russie      | 9 mai 2012      | Luis Alberto Hernando | Zhanna Vokueva  |
| Ziria Cross Country SkyRace | 24,5 km  | 1 800 m D+ | Grèce       | 27 mai 2012     | Luis Alberto Hernando | Zhanna Vokueva  |
| Dolomites SkyRace           | 22 km    | 1 750 m D+ | Italie      | 22 juillet 2012 | Kilian Jornet         | Emelie Forsberg |
| Snowdon Race                | 15,35 km | 994 m D+   | Royaume-Uni | 28 juillet 2012 | Murray Strain         | Tessa Hill      |
| Marathon du Montcalm        | 42 km    | 2 750 m D+ | France      | 18 août 2012    | Jokin Lizeaga         | Silvia Serafini |

### Ultra
| Nom de la course          | Distance | Dénivelé   | Pays       | Date(s)           | Vainqueur        | Vainqueure  |
| ------------------------- | -------- | ---------- | ---------- | ----------------- | ---------------- | ----------- |
| Transvulcania             | 83 km    | 4 400 m D+ | Espagne    | 12 mai 2012       | Dakota Jones     | Anna Frost  |
| Speedgoat 50K             | 50 km    | 4 530 m D+ | États-Unis | 28 juillet 2012   | Kilian Jornet    | Anna Frost  |
| Trophée Kima              | 50 km    | 3 800 m D+ | Italie     | 26 août 2012      | Kilian Jornet    | Núria Picas |
| Cavalls del Vent          | 84 km    | 6 100 m D+ | Espagne    | 29 septembre 2012 | Kilian Jornet    | Núria Picas |
| Grand Trail des Templiers | 72 km    | 3 300 m D+ | France     | 28 octobre 2012   | Fabien Antolinos | Núria Picas |

### Vertical
| Nom de la course                    | Distance | Dénivelé   | Pays    | Date             | Vainqueur        | Vainqueure           |
| ----------------------------------- | -------- | ---------- | ------- | ---------------- | ---------------- | -------------------- |
| Elbrus Vertical                     |          | 1 000 m D+ | Russie  | 7 mai 2012       | Marco De Gasperi | Larisa Soboleva      |
| Gerania Vertical                    | 5,8 km   | 1 000 m D+ | Grèce   | 10 juin 2012     | Urban Zemmer     | Laura Orgué          |
| Dolomites Vertical Kilometer        | 2,1 km   | 1 000 m D+ | Italie  | 20 juillet 2012  | Nejc Kuhar       | Antonella Confortola |
| Kilomètre vertical de Fully         | 1,9 km   | 1 000 m D+ | Suisse  | 20 octobre 2012  | Urban Zemmer     | Christel Dewalle     |
| Vertical Kilometer del Puig Campana | 3,6 km   | 1 000 m D+ | Espagne | 11 novembre 2012 | Urban Zemmer     | Blanca Serrano       |